# Q-Less
"Q-Less" és el setè episodi de la sèrie de televisió de ciència-ficció estatunidenca Star Trek: Deep Space Nine, emès durant la primera temporada. Originalment es va emetre en redifusió a partir del 8 de febrer de 1993.  L'episodi va ser dirigit per Paul Lynch.
Ambientada al segle XXIV, la sèrie segueix les aventures a Espai Profund 9, una estació espacial situada prop d'un forat de cuc estable entre els Quadrants Alfa i Gamma de la Via Làctia, prop del planeta Bajor, mentre els bajorans es recuperen d'una brutal ocupació de dècades pels imperialistes cardassians. En aquest episodi es presenten les aparicions de dos personatges recurrents de Star Trek: La nova generació: Vash (Jennifer Hetrick), un antic interès amorós del capità Jean-Luc Picard, i el poderós enredador Q (John de Lancie). A l'episodi, Vash arriba a Deep Space Nine després de viatjar amb Q al Quadrant Gamma durant un temps, intentant evitar Q i vendre artefactes, inclòs un misteriós cristall alienígena. L'episodi va ser l'última actuació de Hetrick com a Vash, i l'única aparició de De Lancie com a Q a Deep Space Nine.
Dos exguionistes de TNG, Hannah Louise Shearer i Robert Hewitt Wolfe, van escriure l'episodi. Tot i que seria l'últim crèdit de Shearer a Star Trek, el treball de Wolfe en el guió el va portar a unir-se a l'equip de guionistes de DS9. Els productors volien introduir Q a la sèrie d'una manera fluida; quan Shearer va proposar una història centrada en Vash, Q es va afegir al guió. "Q-Less" destaca les diferències entre DS9 i TNG comparant les reaccions del comandant Benjamin Sisko (Avery Brooks) i el capità Picard a Q. En la seva primera emissió, "Q-Less" va rebre una índex Nielsen del 12,8%, cosa que el va situar com el cinquè episodi més vist de la temporada. La recepció va ser mixta, amb crítics que van criticar el desequilibri del temps passat amb Vash i Q en contrast amb la resta del repartiment, així com la tecnoxerrameca innecessària de la història i el recurs argumental de tipus MacGuffin representat pel cristall.

## Argument
La tinent Jadzia Dax (Terry Farrell) torna del Quadrant Gamma al seu runabout amb una dona que el cap Miles O'Brien (Colm Meaney) reconeix com a Vash del temps que va ser a bord de l'Enterprise. Tot i que la tripulació no és conscient de la seva presència, Q, un bromista gairebé omnipotent, també s'ha amagat al runabout. Durant el seu viatge de tornada a Deep Space Nine, la nau pateix una sèrie de talls d'energia inusuals.
Poc després de l'arribada de Vash, l'estació comença a experimentar talls d'energia similars. Mentrestant, Q s'apareix a Vash, aparentment enamorat d'ella. Tot i que Q va transportar Vash al Quadrant Gamma dos anys abans, ara no vol tenir res a veure amb ell, per a gran disgust de Q. Quan el Dr. Julian Bashir (Alexander Siddig) convida Vash a sopar, un Q gelós utilitza els seus poders per fer que Bashir s'adormi. Mentrestant, el taverner Quark (Armin Shimerman) organitza una subhasta d'objectes que Vash ha trobat al Quadrant Gamma, inclòs un cristall inusual que podria aconseguir un preu alt.
O'Brien veu Q a l'estació, el reconeix de l'"Enterprise" i avisa la comandant Sisko, especulant que Q pot ser el responsable dels drenatges d'energia. Quan se l'enfronta, Q nega qualsevol delicte, tot i que no ofereix cap explicació alternativa. A mesura que els drenatges d'energia es tornen més greus, l'estació comença a ser arrossegada cap al forat de cuc proper. Després d'una petita punxada, Q desafia Sisko a un combat de boxa, i de sobte tots dos porten vestits de boxa d'estil antic. Q llança uns quants cops de puny, però Sisko aconsegueix bloquejar l'últim cop i tombar Q amb un cop doble, sorprenent-lo.
A la subhasta, el cristall de Vash rep ofertes de més de mil lingots de latinum premsat en or. Unint-se casualment al procés de licitació, Q augmenta l'oferta a 2501 lingots abans d'oferir un milió. Poc després, però, es rastreja la font de les pèrdues d'energia fins al mateix cristall. El cristall és ràpidament teleportat a l'espai abans que pugui destruir l'estació. Un cop a fora, es transforma en una forma de vida alienígena i viatja al forat de cuc. Després de l'incident, Bashir finalment desperta del seu son.

## Artistes convidats
- John de Lancie - Q
- Jennifer Hetrick – Vash
- Laura Cameron – dona bajorana
- Tom McCleister - Kolos
- Van Epperson – secretari bajorà

## Producció

### Desenvolupament

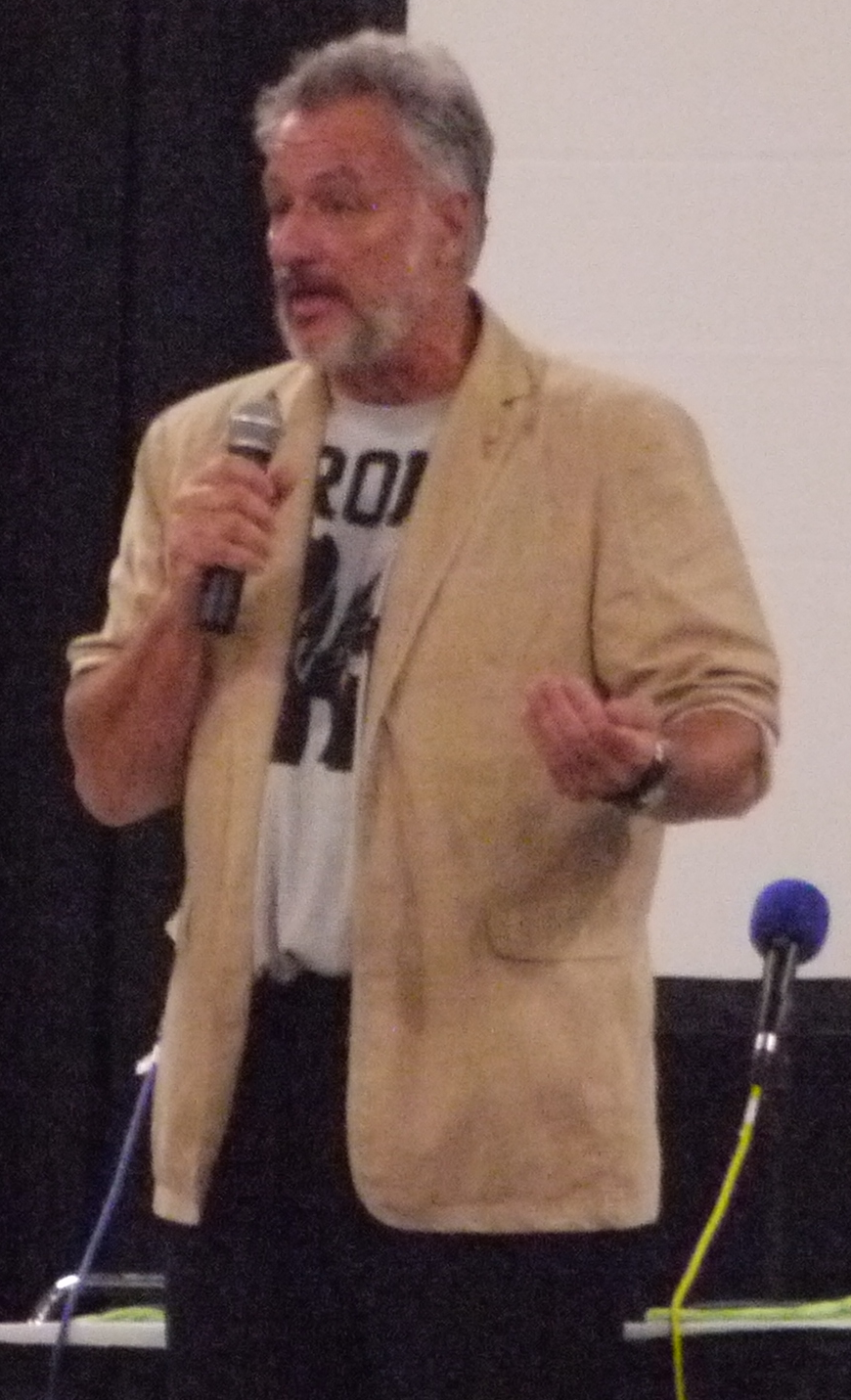
"Q-Less" va ser l'únic episodi de Deep Space Nine que va presentar John de Lancie (a la imatge) com a Q

Els guionistes i productors de "Q-Less" van desenvolupar l'episodi per mostrar que DS9 encara estava connectat a l'univers Star Trek. Per facilitar aquesta idea, dos personatges de TNG, Vash, interpretat per Jennifer Hetrick, i Q, interpretat per John de Lancie, van tornar a DS9. Vash va fer la seva primera aparició a TNG a l'episodi "Les vacances del capità", i després va retornar a "Qpido"; Q havia aparegut a la majoria de temporades de TNG des de la primera temporada. L'escriptora de TNG Hannah Louise Shearer, coneguda per escriure episodis com "L'oferta" i "Sempre ens quedarà París", també va passar a DS9. "Q-Less" va ser l'últim crèdit d'escriptura de Star Trek per a Shearer.
La proposta de Shearer presentava Vash, que s'havia vist per última vegada al final de "Qpido" marxant amb Q, però la proposta no incloïa el mateix Q. El productor executiu Michael Piller va explicar que ja havien estat buscant una manera d'introduir Q a DS9, i va considerar que portar Vash a la sèrie seria una bona manera d'introduir Q sense problemes. Hi havia preocupacions sobre introduir Q en un episodi, però la idea de "Q-Less" les va alleujar. "Si només el feu venir i dir 'Mira, és aquest el nou espectacle?'  És una ximpleria, però semblava una manera justificable", va recordar Piller.
El guionista de TNG Robert Hewitt Wolfe, que havia escrit diversos episodis, incloent-hi les dues històries anteriors de Vash, va convertir la història de Shearer en un guió. El seu treball en el primer esborrany el va portar a un lloc de treball a temps complet a l'equip de guionistes de DS9; Q es va afegir a la història en aquesta etapa. Les motivacions de Q es van extreure de les seves aparicions anteriors a TNG, però a Wolfe li va costar crear les interaccions entre Q i els altres personatges de DS9. Quan el guió estava en desenvolupament, hi havia poc material de DS9 disponible. Wolfe només podia caracteritzar les motivacions cap a Q com a molèstia en lloc de cap compromís emocional real. Tanmateix, se li va acudir la idea que podia demostrar la diferència entre DS9 i TNG mostrant les reaccions dels personatges a Q.

### Personatges
Wolfe creia que si hagués escrit l'episodi més tard a la sèrie s'hauria concentrat més en els personatges establerts i menys en Q i Vash. De Lancie va sentir que l'episodi mai va explicar la motivació de Q per voler quedar-se amb Vash. "Crec que Q s'utilitza millor quan tracta grans temes filosòfics, i perseguir faldilles simplement no n'és un", va dir. Com que certs aspectes del personatge de Q no s'exploren, de Lancie va descobrir que "l'estil, els acudits i l'extravagància amb què es fan les coses esdevenen molt importants".
L'escena de la boxa tenia la intenció de diferenciar la relació entre Q i Sisko de la de Q i Picard. "Picard és un explorador i, en certa manera, molt intel·lectual. Sisko és un constructor, un tipus diferent. Porta el cor una mica més a la màniga i actua per emoció, per instint, més que Picard", va explicar Wolfe. John de Lancie va oferir una opinió similar: "La relació de Q amb Picard sempre ha estat una batalla d'enginy, però quan vaig arribar a Deep Space Nine, Sisko em va donar un cop al nas! Des del punt de vista del personatge, això és una diferència molt gran."
Hetrick va sentir que allunyar-se de TNG va donar a Vash més independència, i va gaudir de la nova relació entre Vash i Quark, anomenant-los "ànimes bessones". També estava contenta de tornar a treballar amb de Lancie. "M'encanta la manera com escriuen per a John, i m'han encantat les coses que vam poder fer junts a 'Q-Less'", va dir. Hetrick es va sotmetre a deu hores de maquillatge per a la seqüència on Q mostra a Vash què podria haver passat si no li hagués salvat la vida després d'una picada d'insecte al Quadrant Gamma. L'experiència li va deixar una nova apreciació per no haver de portar pròtesis com altres membres del repartiment.
Hetrick va pensar que si tornava a DS9 com a Vash, es podria construir alguna cosa al voltant de la relació Vash-Quark: "Aquesta seria una parella molt bona, perquè "tens aquests dos orígens diferents, però tots dos busquen el mateix." Cap al final de la segona temporada, els productors van preguntar sobre la disponibilitat de Hetrick. L'actriu estava a punt per aparèixer en un altre episodi de DS9, però els guionistes van canviar de direcció i no hi havia més plans per al personatge de Vash. "Q-Less" va ser l'última aparició de Hetrick a Star Trek, i l'única aparició a DS9 per John de Lancie.

### Rodatge
El director Paul Lynch va comparar la producció de "Q-Less" amb un episodi típic de TNG. A DS9, els plans eren més complexos i generalment presentaven més efectes especials. Lynch va dir que l'escena que mostrava Q teletransportant-se sense problemes d'una cadira a una altra, canviant el seu vestit a mesura que avançava, va ser particularment difícil. Els productors, en particular Rick Berman, estaven decidits a fer que DS9 fos el millor possible, assenyala Lynch. Els elements còmics de l'episodi requerien una sincronització precisa, i Lynch el va comparar amb la sèrie de televisió Moonlighting.

## Recepció
"Q-Less" es va emetre per primera vegada el 8 de febrer de 1993, en redifusió. Va rebre una qualificació Nielsen del 12,8%, ocupant el cinquè lloc en la seva franja horària. "Q-Less" va ser el cinquè episodi amb més audiència de la temporada, darrere d'"Emissary", "Past Prologue", "A Man Alone" i "Captive Pursuit".
Zack Handlen va fer una ressenya de l'episodi per a The A.V. Club el 2012, qualificant Q de "figura icònica". Handlen va dir que Q va permetre als guionistes comparar la diferent reacció dels personatges a la seva presència a DS9 i TNG. Tanmateix, Handlen va considerar que Q no era una bona opció per a DS9, ja que el personatge semblava una idea de darrer moment. A més, la parella formada per Vash i Q va ocupar massa temps de pantalla en comparació amb el repartiment principal, va assenyalar Handlen, mentre que la trama general que involucra l'embrió d'"alienígena furtiu" "es reprodueix com un guió abandonat des del principi de la temporada de TNG, i un exemple d'un concepte fascinant reduït a un MacGuffin superficial", va escriure Handlen.
Keith DeCandido, en una ressenya de "Q-Less" per a Tor.com, va elogiar la relació entre Vash i Quark i va pensar que s'hauria d'haver explorat més a fons. Com Handlen, DeCandido també va sentir que Q no encaixava del tot a DS9, però va reconèixer que la seva actuació en aquest episodi va ser una millora respecte a les seves aparicions posteriors a Star Trek: Voyager. DeCandido va descriure l'escena de boxa on Sisko colpeja Q com a "meravellosa" i "espectacular". Tanmateix, va pensar que alguns aspectes de la trama tenien massa tecnoxerrameca; per exemple, la trama embrionària es podria haver resolt mitjançant una mena de procediment duaner. "En última instància", conclou DeCandido, "res d'això importa, perquè tot es redueix a un gran moment en què Sisko noqueja Q."
A The Byronic Hero in Film, Fiction, and Television (2009) d'Atara Stein, va comparar el paper de Q tant a "Q-Less" com a "Q de veritat" com un on reprèn el seu "paper satànic" i "en cada cas [intenta] atraure una dona perquè s'uneixi a ell". Stein també afirma sobre la relació Q/Vash que "el comportament de Q envers Vash està clarament codificat com el d'un possible violador. L'empeny a un llit i no mostra cap escrúpol a l'hora d'amenaçar-la i brutalitzar-la". Segons Stein, malgrat aquest tracte i la postura feminista adoptada per Vash, els guionistes de l'episodi tracten Q amb simpatia. Es deixa clar que Q podria haver convençut Vash si ho hagués volgut, i per tant el personatge semblava "sensible i vulnerable, i Vash sembla insensible en comparació"."

## Mitjans domèstics
"Q-Less" es va publicar per primera vegada per a suports domèstics als Estats Units en VHS el 19 de novembre de 1996. IEs va estrenar al Regne Unit en DVD com a part de la caixa de la primera temporada el 24 de març de 2003 i als Estats Units el 3 de juny. L'episodi també s'inclou a la compliació de DVD Star Trek: Q Fan Collective, que es va publicar als Estats Units el 6 de juny de 2006, i més tard aquell mateix any al Regne Unit el 4 de setembre.
El 8 de febrer de 1997, aquest episodi es va publicar en LaserDisc al Japó com a part del conjunt de mitja temporada 1st Season Vol. 1. Això incloïa episodis des de "Emissary" fins a "Move Along Home" amb pistes d'àudio en anglès i japonès.